# Lista emisiunilor transmise de ARD

ARD

Lista emisiunilor transmise de grupul de televiziune germană ARD cuprinde categorii cu diferite teme ca: Informații, Cultură, Călătorii, Divertisment, Emisiuni pentru copii, Talk show, Seriale, Filme documentare, Sport, Muzică etc.

## Emisiuni transmise de ARD
| (•)4 gegen Z(NDR)(•)6 Richtige(•)Abenteuer 1900 – Leben im Gutshaus(SWR)(•)Abenteuer 1927 – Sommerfrische(•)Abenteuer Airport(•)Abenteuer Mittelalter – Leben im 15. Jahrhundert, 2005(•)Abenteuer Wildnis 1988–1991, 1995–2005(•)Achtung Zoll(•)Adelheid und ihre Mörder(NDR)(•)Adrian der Tulpendieb(•)Agentur Herz(•)Air Albatros(•)Air Taxi(•)Alarm(•)Alarm für Dora X(•)Alarm in den Bergen(•)Alfredissimo! (cu Alfred Biolek)(•)Algebra um acht(•)Alle meine Tiere(•)Alles schon mal dagewesen(•)Alsterstraße(•)Am grünen Strand der Spree(•)Anne Will(NDR)(•)Anton Keil, der Specialkommissär(•)Anton, wohin?(•)Arbeitsgericht – Termin in Sachen …(•)ARD Buffet(SWR)(•)ARD-Brennpunkt(•)ARD-exclusiv(•)ARD-Fernsehlotterie(•)ARD-Ratgeber (Sfaturi practice) (•)Auch das noch …(•)Auf Achse(•)Auf eigene Gefahr(WDR)(•)Auf Los geht’s los – cu Joachim Fuchsberger (•)Auf nach Afrika! Tiere, Wildnis, Abenteuer(WDR)(•)Augsburger Puppenkiste(HR)(•)Aus gutem Haus(RB)(•)Aus heiterem Himmel(RR)(•)Aus Liebe zum Sport(•)Ausflug zum Vater(•)Ausgerissen – was nun?(•)Auto Fritze(•)Autoverleih Pistulla(•)Baby an Bord(•)Bananas(•)Beat-Club Radio Bremen (RB) (•)Beckmann (cu Reinhold Beckmann, NDR)(•)Bei aller Liebe(RR)(•)Bei Mudder Liesl(•)Bei uns daheim(•)Bei uns zu Haus(•)Bericht aus Berlin(•)Berlin, Berlin(RB)(•)Berlin, Keithstraße 30(•)Bilderbuch Deutschland(•)Blue Water High(NDR)(•)Börse im Ersten(•)Brisant (MDR)(•)Bronski & Bernstein(NDR)(•)Bruce(WDR)(•)Das Beste aus meinem Leben(WDR)(•)Das Fernsehgericht tagt(•)Das Geheimnis meines Vaters(NDR)(•)Das Halstuch(•)Das Quiz mit Jörg Pilawa(NDR)(•)Das Wetter im Ersten(•)Das Wort zum Sonntag(•)Dellings Woche (cu Gerhard Delling, WDR)(•)Dem Täter auf der Spur(•)Dennis und Jesko (din 2009 NDR)(•)Der 7. Sinn(WDR)(•)Der Andere(•)Der Dicke(NDR)(•)Der Fahnder (WWF/WDR)(•)Der Forellenhof(•)Der Havelkaiser(SFB, SWF)(•)Der Winzerkönig(SWR/ORF)(•)Die Bräuteschule 1958(•)Die Detektivin(MDR)(•)Die Familie Hesselbach(•)Die Firma Hesselbach(•)Die großen Kriminalfälle(NDR)(•)Die Komiker(din 1998 BR)(•)Die Kommissarin(HR)(•)Die Montagsmaler – cu Frank Elstner bzw. Sigi Harreis(•)Die Pfefferkörner(NDR)(•)Die schönsten Bahnstrecken der Welt(•)Die schönsten Bahnstrecken Deutschlands(•)Die schönsten Bahnstrecken Europas(•)Die Schule am See (NDR/RB)(•)Die Sendung mit der Maus(WDR)(•)Die Stein(RBB)(•)Die Strandclique (WWF)(•)Die Strandclique (WWF)(•)Die Tierretter von Aiderbichl(RR)(•)Die Unverbesserlichen(•)Dimension PSI(•)Dr. Sommerfeld – Neues vom Bülowbogen(NDR)(•)Dr. Sommerfeld – Neues vom Bülowbogen(NDR)(•)Drei mit Herz(RB)(•)Druckfrisch(•)Ein Fall für B.A.R.Z.(SWR)(•)Einer wird gewinnen (HR) – cu Hans-Joachim Kulenkampff (•)Einfach Millionär (sistat)(•)Eisbär, Affe & Co.(SWR)(•)Elefant, Tiger & Co. (MDR)(•)Es ist soweit(•)Europamagazin (SWR. WDR)(•)Eurovision Song Contest(NDR)(•)Extra 3 (din 1976 NDR)(•)Extratour(RB)(•)Fabrixx(SWR)(•)FAKT(MDR)(•)Familie Bergmann(•)Familie Dr. Kleist (MDR)(•)Familie Heinz Becker (WDR, SR)(•)Familie Schölermann(•)Feste der Volksmusik(•)Formel Eins (BR)(•)Frankenberg (ARD)(•)Funkstreife Isar 12(•)Gegen den Wind (WWF)(•)Geld.Macht.Liebe(•)Gestatten, mein Name ist Cox(•)Giraffe, Erdmännchen & Co.(HR(•)Großstadtrevier(NDR)(•)Grünwald Freitagscomedy (din 2003 BR)(•)Hafenkrankenhaus(•)Hafenpolizei(•)Haifischbar(NDR)(•)Hallervordens Spott-Light(1994–2003)(•)Hallo Nachbarn (1963–1965, NDR)(•)Hallo Paulchen cu Paul Kuhn (ARD)(•)Hamburg Transit(•)Happy Birthday(•)Harald Schmidt (2005–2007, din 2009 WDR)(•)Hart aber Fair (WDR)(•) Hätten Sie’s gewußt? (BR) – cu Heinz Maegerlein(•)Herz & Schmerz(RR)(•)Herzblatt(RR)(•)Hits à gogo (SR & NDR)(•)Höchstpersönlich (Radio Bremen, HR)(•)Hotel Victoria (WDR) – cu Vico Torriani(•)Ich weiß, wer gut für dich ist!(•)Immer wieder sonntags (SWR) (•)In aller Freundschaft(MDR)(•)Julia – Eine ungewöhnliche Frau (SR/ORF) (•) Jürgen Becker – Der dritte Bildungsweg (din 2008 WDR)(•)Kalkofe! Die wunderbare Welt des Sports (2001 BR)(•)Kein schöner Land (ARD)(•)Klinik unter Palmen (ARD/ARD Degeto)(•)Kommissar Freytag(•)Kontraste (RBB)(•)Kopfball(WDR)(•)Landarzt Dr. Brock(•)Lindenstraße(WDR)(•)Loriot (prin anii 1980, Radio Bremen)(•)Mann an Bord (din 2010 WDR)(•)Marienhof (WDR)(•)Melissa(•)Menschen bei Maischberger (cu Sandra Maischberger, WDR)(•)Monitor(WDR)(•)Monty Pythons fliegender Zirkus (1971–1972, WDR)(•)Mord mit Aussicht(WDR)(•)Morgen Oli(SWR)(•)Morgenmagazin(•)Musik aus Studio B (NDR) (•)Musikantendampfer(•)Musikantenstadl(RR)(•)Musikladen Radio Bremen (RB) (•)Neues vom Süderhof(NDR)(•)Nicht von schlechten Eltern(RB)(•)Offroad.TV (WWF)(•)Oli’s Wilde Welt(SWR)(•)Panda, Gorilla & Co. (RBB)(•)Panorama(NDR)(•)Pinguin, Löwe & Co.(WDR)(•)Pisa – Der große Ländertest (sistat)(•)Pleiten, Pech und Pannen (BR) (•)Plusminus(•)Polizeifunk ruft(•)Polizeiruf 110 (BR, HR, MDR, NDR, RBB, WDR, DFF)(•)Polylux (RBB, sistat)(•)Powder Park / Plötzlich erwachsen!(RR)(•)Praxis Bülowbogen(•)Praxis Bülowbogen(•)Presseclub(WDR)(•)Pssst … cu Harald Schmidt(WDR)(•)Quergelesen (RBB)(•)Raumpatrouille(•)Reläxx(RBB)(•)Report Mainz(SWR)(•)Report München(RR)(•)Rockpalast(WDR)(•)Roglers rasendes Kabarett (din 2004 SR)(•)Rote Rosen(NDR)(•)Royalty(NDR)(•)Sabine Christiansen(NDR)(•)Satire Gipfel(din 2009 RBB,BR)(•)Scheibenwischer (1980–2008, SFB, RBB, BR)(•)Schloss Einstein(MDR)(•)Schloß Hohenstein(•)Schmidt & Pocher(2007–2009, WDR)(•)Schmidteinander(1990–1994 WDR)(•)Schwarzwaldhaus 1902 (SWR)(•)Sesamstraße(NDR)(•)So weit die Füße tragen(•)Sonderdezernat K1(•)Sophie – Braut wider Willen(NDR)(•)St. Angela (RBB/NDR)(•)Stahlnetz(•)Steinzeit – Das Experiment(SWR)(•)Sterne des Südens(•)Sternenfänger (BR/SWR)(•)Straße der Lieder(•)Sturm der Liebe(WDR/BR)(•)Super Drumming(SWR)(•)Szene Bayerischer Rundfunk (BR) (•)Tanja(•)Tatort (BR, HR, MDR, NDR, RB, RBB, SR, SWR, WDR, ORF, SF)(•)Tick-Tack-Quiz (BR) – cu Fritz Benscher(•)Tierärztin Dr. Mertens(MDR)(•)Tigerenten Club(SWR/HR/MDR/RBB)(•)Tim Frazer(•)Tom und das Erdbeermarmeladebrot mit Honig(SWR)(•)ttt – titel, thesen, temperamente (BR, HR, MDR, NDR, RBB, WDR)(•)Türkisch für Anfänger(RR)(•)Um Himmels Willen(MDR)(•)Unser Star für … NDR & Pro Sieben(•)Vater wider Willen(•)Verbotene Liebe(WDR)(•)Verdammt verliebt (WWF)(•)Verstehen Sie Spaß? (SWR)(•)W wie Wissen(BR, HR, NDR, SWR, WDR)(•)Was bin ich?(BR) – cu Robert Lembke(•)Wellness-TV (SR)(•)Weltreisen (WDR/NDR/SWR/BR/HR/MDR)(•)Weltspiegel ( NDR, WDR, SWR, BR)(•)Wickerts Bücher (NDR), cu Ulrich Wickert(•)Wildbach(RR)(•)Willi wills wissen(RR)(•)Windstärke 8(WDR)(•)Wissen macht Ah!(WDR)(•)Wissen vor 8(•)Wochenspiegel(•)Wunder der Erde(•)Zapp(NDR)(•)Ziehung der Lottozahlen(HR)(•)Zuflucht Wildnis(RR)(•)Zwei Engel für Amor(NDR) |